# Be My Valentine (Anti-Crisis Girl)
«Be My Valentine (Anti-Crisis Girl)» (с англ. — «Будь моим возлюбленным (Антикризисная девушка)») — песня украинской певицы Светланы Лободы, с которой она представляла Украину на конкурсе песни «Евровидение-2009».
Существует также версия песни на русском языке, которая называется «Парень, ты ниЧё».

## Предыстория и релиз
Автором слов английской версии песни является Евгений Матюшенко, а композитором сама Светлана Лобода. Песня не была написана специально для конкурса. Певица рассказала, что песня готовилась как эксперимент, намеренно создавалась в стиле «„цыганщина“ с элементами Кустурицы», чтобы люди её пели на свадьбах. После предложения участвовать в отборе, песню подогнали так, чтобы она была форматной для конкурса, но при этом отличалась от основной программы. По словам Лободы, она решила выбрать ироничную песню, потому что в «её стране человек должен уметь смеяться над собой, над ситуациями, которые может быть не совсем радуют в жизни».
Изначально песня имела название «Be My Valentine», однако после победы в нацотборе певица решила изменить текст припева, и вместо повторяющегося «Baby, you’re so fine, be my Valentine» стало «Baby, I can save your world! I’m your anti-crisis girl!», поэтому к названию было добавлено «Anti-Crisis Girl».
6 апреля 2009 года песня была отправлена на радиостанции. После «Евровидения» песня взлетела в чартах на первые строчки местных хит-парадов, включая чарт FDR. В киевском чарте TopHit песня достигла пика на 9-й строчке, а в общем рейтинге СНГ — 114-й. Песня также смогла попасть в шведский сингловый чарт — на 46-е место.
11 мая того же года была выпущена русская версия «Парень, ты ниЧё», текст к которой написала сама Лобода.

## Музыкальное видео
25 марта 2009 года Светлана Лобода презентовала проморолик на песню «Be My Valentine (Anti-Crisis Girl)», в котором новый материал перемежался с нарезками из предыдущих клипов певицы: «Не мачо», «Постой, МуЩина»!, «Мишка, гадкий мальчишка!», а также с кадрами из выступления Лободы на премии Viva!.

## На «Евровидении»
8 марта 2009 года состоялся национальный отбор, на котором решилось, кто поедет представлять Украину на «Евровидении» в Москву. Всего участвовало 15 исполнителей, среди которых были Александр Панайотов, «Заклёпки» и «Горячий шоколад». Лобода одержала победу, получив максимальные 28 баллов — по 14 от зрителей и судей.
Впервые песня в рамках самого «Евровидения» прозвучала 14 мая 2009 года во втором полуфинале — певица выступила под 17-м номером. Песня смогла пройти в финал, получив 80 баллов и заняв 6 место. Финал состоялся 16 мая, певица вновь выступала во второй части конкурса, по номером 21. По итогам, Лобода заняла 12 место, набрав 76 баллов.

## Отзывы
Песня была встречена смешанными отзывами критиков. Российский музыкальный критик Антон Кулаков заявил, что текст и музыку могла написать только «Руслана с похмелья», номер в целом он ценил как «ужас», особенно в сравнении с предыдущим годом. Автор же интернет-проекта «Евровидение-Казахстан» Андрей Михеев дал более мягкую оценку, отметив, что песня представляет собой «маршевый поп-фолк с изящным стёбом», который «мог бы сработать, если бы был более понятно исполнен». Музыкальный критик Николай Фандеев нашёл начало песни очень похожим «El condor pasa», перетекающее в попсу с сильно колючей аранжировкой, аккомпанирующей брутальному пению Лободы. Русская версия песни вызвала у него ассоциации с частушкой «Милый чё, да милый чё, навалился на плечё…». Алексей Мажаев в своём ретроспективном обзоре для InterMedia отметил, что песня спустя годы забылась, так как спортивная форма и энергетика тогда чересчур вышли на первый план.
Норвежский певец и победитель «Евровидения-2009» Александр Рыбак заявил, что у Лободы была «лучшая песня». Российский же певец Сергей Лазарев назвал песню «непонятной», а номер «странным».

## Чарты
| Чарт (2009)                             | Высшая позиция |
| --------------------------------------- | -------------- |
| СНГ (TopHit Radio Hits)                 | 114            |
| Киев (TopHit City & Country Radio Hits) | 9              |
| Украина (FDR Top 40)                    | 1              |
| Украина (FDR UA Top 20)                 | 1              |
| Швеция (Sverigetopplistan)              | 46             |

| Чарт (2009)                             | Высшая позиция |
| --------------------------------------- | -------------- |
| СНГ (TopHit Radio Hits)                 | 128            |
| Киев (TopHit City & Country Radio Hits) | 27             |

| Чарт (2009)                             | Высшая позиция |
| --------------------------------------- | -------------- |
| Киев (TopHit City & Country Radio Hits) | 22             |

| Чарт (2009)                             | Высшая позиция |
| --------------------------------------- | -------------- |
| Киев (TopHit City & Country Radio Hits) | 31             |

## История релиза
| Регион | Дата          | Формат            | Версия                               | Лейбл           | Прим.  |
| ------ | ------------- | ----------------- | ------------------------------------ | --------------- | ------ |
| Мир    | 19 марта 2009 | Цифровая загрузка | «Be My Valentine (Anti-Crisis Girl)» | S&A Music Group | [ 20 ] |
| СНГ    | 6 апреля 2009 | Радиоротация      | «Be My Valentine (Anti-Crisis Girl)» | S&A Music Group | [ 5 ]  |
| СНГ    | 11 мая 2009   | Радиоротация      | «Парень, ты ниЧё»                    | S&A Music Group | [ 7 ]  |